# Агент Коді Бенкс
Аге́нт Ко́ді Бе́нкс (англ. Agent Cody Banks) — американський фільм 2003 жанру шпигунського екшен комедійного трилеру, який режисував Гарольд Цварт. Сюжет розповідає історію 15-річного хлопця, який працює в ЦРУ і має врятувати світ від злого доктора. Зйомки кіно проходили в Британській Колумбії.
Перший великий проект для акторки Гіларі Дафф. В 2004 вийшов сиквел «Агент Коді Бенкс 2: Призначення Лондон».

## Сюжет
Коді Бенкс — 15-річний хлопець, який навчається в середній школі, живе у скромному будинку і є молодим агентом ЦРУ. В школі до нього приходить незнайома жінка на ім'я Роніка і повідомляє про серйозну справу в ЦРУ. Він має дізнатись якомога більше про доктора Коннорса, який працює на доктора Брінкмана і його посіпаку Франсуа Молея. Коді має познайомитися з доктором, але не привернути при цьому зайвої уваги, тому він має увійти в довіру його дочки, Наталі. При першій зустрічі з Наталі, з'ясовується, що Коді не вміє спілкуватись з дівчатами. ЦРУ вирішує допомогти хлопцеві, але у них нічого не виходить. Все ж Коді вдається поліпшити стосунки з Наталі, і вона запрошує його на вечірку в честь свого дня народження. На вечірці Коді таємно проникає в лабораторію доктора Коннорса і розуміє, що той створив геніальну систему очищення води, яка під керівництвом доктора Брінкмана може перетворитися на зброю для знищення світу. Ще він дізнається, що доктор Брінкман має наміри викрасти Коннорса і примусити його перетворити свій винахід на зброю масового знищення. Покидаючи вечірку, Коді вступає в бійку із іншими хлопцями і своїми бойовими навичками видає себе.
Наступного дня його відсторонюють від справи. Коді не з'являється в школі, тому Наталі приходить до нього додому. Вони йдуть в кафе, щоб обговорити стосунки, але Франсуа викрадає Наталі і відправляє Коді в нокаут. Він приходить до себе у трейлері, де Роніка надає йому першу допомогу. Оскільки ця справа має серйозний статус, ЦРУ забороняє Коді втручатися і розпочинає пошуки доктора Брінкмана. Проте Коді дізнається де Наталі, викрадає декілька важливих речей з наукового штабу ЦРУ, і вирушає на допомогу дівчині. Коли він прибуває на станцію доктора Брінкмана, то зустрічається з Ронікою. Вони об'єднують зусилля і проникають на станцію. Рятуючи Наталі, її батька і всю планету, Коді здобуває перемогу. Після цього успіху його поновлюють на роботі. Тепер Роніка не його вчитель, а напарник.

## В ролях
- Френкі Муніз — в ролі Коді Бенкса
- Гіларі Дафф — в ролі Наталі Коннорс
- Енджі Гермон — в ролі Роніки Маєлс
- Кіт Девід — в ролі директора ЦРУ
- Іян Макшейн — в ролі доктора Брінкмана
- Арнольд Вослу — в ролі Франсуа Молея
- Мартін Донован — в ролі доктора Коннорса
- Сінтія Стівенсон — в ролі Місіс Бенкса
- Деніел Ребак — в ролі Містера Бенкса
- Коннор Віддовс — в ролі Алекса Бенкса
- Даррелл Геммонд — в ролі Ерла

## Касові збори
На своєму першому тижні стрічка зібрала $14,064,317 у 3,369 кінотеатрах США. На кінець показів по кінотеатрах (31 липня 2003), фільм зібрав $47,938,330 по США та $10,857,484 інтернаціонально, що загально складає $58,795,814 по всьому світі.